# ぶるべー
ぶるべーは、東京都小平市のマスコットキャラクターである。
ブルーベリー栽培発祥の地をPRするために、平成18年度に武蔵野美術大学の学生にシンボルマークとしてデザインされた。
愛称は、平成20年度に小平ブルーベリー協議会が発足するのに伴い、このマークをより身近に感じてもらうため多くの候補の中から「ぶるべー」と命名された。

## プロフィール
- 体重 - 500グラム（ブルーベリー1パック分)
- 出身地 - 小平市
- 趣味 - ひなたぼっこ（光合成）、散歩（小平グリーンロードをブラブラと）、音楽鑑賞（吹奏楽が大好き）
- 性格 - おっとりしていて、恥ずかしがり屋で無口。でも頑張り屋さん。
- 特技 - すぐに子どもと仲良くなる
- 好きな季節 - 夏!（ブルーベリーの旬の季節!）
- 好きな食べ物 - お菓子、糧うどん
- 好きな場所 - 畑、小平グリーンロード、イベント会場
- 好きな彫刻 - 平櫛田中作品「気楽坊」
- 好きな言葉 - いまやらねばいつできる、わしがやらねばたれがやる（平櫛田中翁の言葉）
- 友だち - 日本一丸ポスト

※出典：「ぶるべー」とは何ですか？｜東京都小平市